# 1439 Vogtia
Az 1439 Vogtia (ideiglenes jelöléssel 1937 TE) egy kisbolygó a Naprendszerben. Karl Wilhelm Reinmuth fedezte fel 1937. október 11-én, Heidelbergben.